# Olympische Sommerspiele 2008/Teilnehmer (Osttimor)
| Gelbes Symbol für Goldmedaillen mit stilisierten Olympischen Ringen | Graues Symbol für Silbermedaillen mit stilisierten Olympischen Ringen | Braundes Symbol für Bronzemedaillen mit stilisierten Olympischen Ringen |
| ------------------------------------------------------------------- | --------------------------------------------------------------------- | ----------------------------------------------------------------------- |
| —                                                                   | —                                                                     | —                                                                       |

Osttimor nahm bei den Olympischen Sommerspielen 2008 in Peking mit zwei Athleten teil.
Nach 2004 war es die zweite Teilnahme eines Nationalteams aus Osttimor bei Olympischen Sommerspielen. Zuvor hatten bereits osttimoresische Sportler bei den Olympischen Sommerspielen 2000 in Sydney als unabhängige Olympiateilnehmer teilgenommen.

## Flaggenträger
Die Marathonläuferin Mariana Dias Ximenes trug die Flagge Osttimors während der Eröffnungsfeier.

## Teilnehmer nach Sportarten
Sportler aus den Disziplinen Boxen, Gewichtheben und Taekwondo konnten aufgrund Geldmangels nicht antreten.

### Leichtathletik
- Frauen: Mariana Dias Ximenes (Marathon): Ziel nicht erreicht.
- Männer: Augusto Ramos Soares (Marathon): nicht zu den Spielen angereist.[1][2]